# Municipio de Cypress Creek (condado de Franklin)
El municipio de Cypress Creek (en inglés: Cypress Creek Township) es un municipio ubicado en el  condado de Franklin en el estado estadounidense de Carolina del Norte. En el año 2010 tenía una población de 3.843 habitantes.

## Geografía
El municipio de Cypress Creek se encuentra ubicado en las coordenadas 36°0′8.35″N 78°11′58.9″O / 36.0023194, -78.199694.